# Limnia conica
Limnia conica är en tvåvingeart som beskrevs av Steyskal 1978. Limnia conica ingår i släktet Limnia och familjen kärrflugor. Inga underarter finns listade i Catalogue of Life.